# Верасы
«Верасы́» (от бел. верас «вереск») — вокально-инструментальный ансамбль, созданный в 1971 году. Наиболее известные песни группы: «Малиновка», «Завіруха», «Карнавал», «Я у бабушки живу» (слова И. Шаферана, музыка Э. Ханка), «Белый парус».

## История

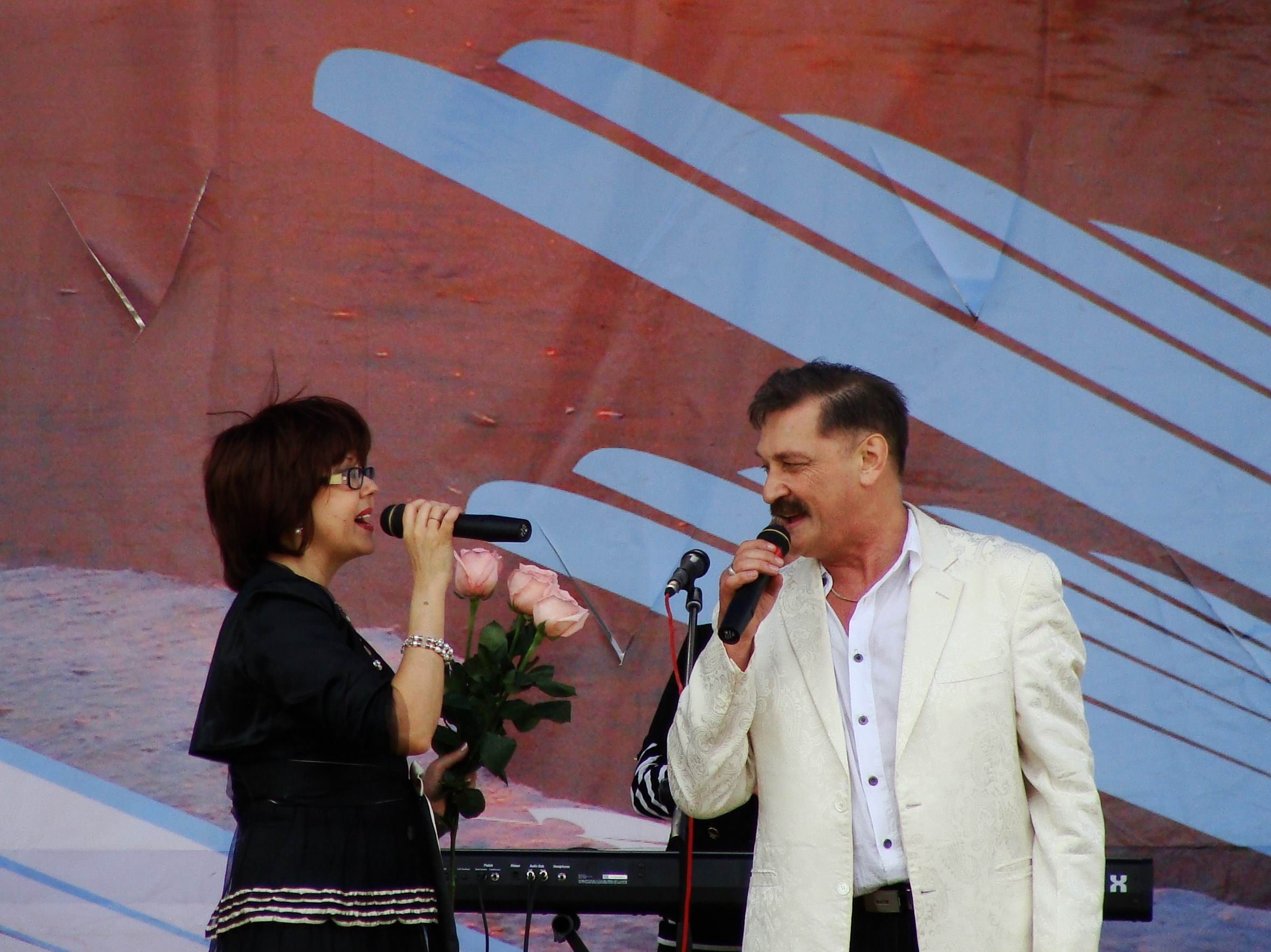
Александр Тиханович и Ядвига Поплавская. Северодвинск, День ВМФ, 2009 год.

Ансамбль «Верасы» был создан в начале 1970-х годов при Белорусской государственной филармонии исключительно как девичий коллектив. Идея создания коллектива принадлежала студентке консерватории Таисии Тлехуч (Мироновой), задумавшей создать группу аналогичную «Песнярам», только женскую.
Так появился ВИА «Верасы», в который изначально входили одни девушки: Ядвига Поплавская, Люцина Шеметкова, Таисия Тлехуч и Татьяна Тарасова (состав 1971 года), в 1972 году пришли Людмила Исупова и Надежда Микулич.
Ансамбль начал активную гастрольную деятельность с заслуженным артистом БССР Эдуардом Мицулем. Через два года в группу пришёл аккомпанирующий коллектив с руководителем Юрием Рымашевским, а также из интереса к своей будущей жене в коллектив влился Александр Тиханович.
Самое странное, что мне приходилось слышать, что «Верасы» создал Раинчик, — удивляется Ядвига Поплавская. — «Верасы» придумала тогда ещё студентка консерватории Тася Тлехуч. Сейчас её фамилия Миронова, она регент детского хора при Минской епархии. Идея была такая: сделать такую же группу, как «Песняры», только женскую. Руководству минской филармонии идея понравилась. И в 1971 году появился девичий ВИА «Верасы» из пяти человек. Единственное, барабанщицы мы не нашли, на барабанах играл парень. Мы колесили по гастролям с заслуженным артистом БССР певцом Эдуардом Мицулем. В 1973 году к Мицулю пришёл аккомпанирующий коллектив с руководителем Юрием Рымашевским. И появилась мысль сделать с этими прекрасными музыкантами смешанный ансамбль «Верасы». Рымашевский автоматически стал нашим музыкальным руководителем.

В 1974 году на пятом Всесоюзном конкурсе артистов эстрады уже после первого тура молодой коллектив привлёк к себе внимание жюри и слушателей, отмечавших своеобразие манеры распева и чистоту интонации. Успешно выступив во втором и третьем туре с песней Александры Пахмутовой на слова Николая Добронравова «В песнях останемся мы», ансамбль «Верасы» становится лауреатом Всесоюзного конкурса, но с конкурса они вернулись без руководителя. Юрий Рымашевский был уволен с должности. Возглавить коллектив предлагалось Ядвиге Поплавской — неформальному лидеру ансамбля. Ядвига отказалась. По предложению Александра Тихановича и Ядвиги Поплавской это место занял композитор Василий Раинчик, давний друг Тихановича, окончивший консерваторию как пианист и игравший в те годы в ресторанах. 
После конкурса был фуршет, и на нём наш звукорежиссёр подрался с саксофонистом, — вспоминает Поплавская. — Юра Рымашевский пошёл их разнимать. Понятное дело, когда приехали в Минск, нашего руководителя не просто уволили, его выгнали из комсомола. Предлагали занять эту должность мне, но я отказалась: а вдруг я выйду замуж, рожу ребёнка, уйду в декрет, и получится, что подведу всех… И я очень хорошо помню, как мы с Сашкой (Тихановичем. — Авт.) вышли из филармонии и обсуждаем: кого бы нам взять в руководители? И чуть ли не в один голос сказали: «Давай Васю Раинчика! Он же сейчас без работы». Он тогда закончил консерваторию как пианист, по вечерам работал в ресторане и был нашим другом.
1979 год — композитор Эдуард Ханок предложил «Верасам» песню «Малиновка». Песню записали на фирме «Мелодия», в первом и третьем запеве солировал Александр Тиханович, во втором пели девушки: Надежда Микулич, Галина Пучкова и Ядвига Поплавская, которая и придумала добавить в аранжировку знаменитую свистульку, которую одолжила у своей племянницы. Однако на «Песне-80» «Малиновку» показали несколько в ином составе: на сцену вышли Светлана Скачко и Надежда Дайнеко, а звучала фонограмма, записанная совсем не ими. Ядвига Поплавская и Надежда Микулич не могли присутствовать на записи, потому что ушли в декретные отпуска. После оглушительного успеха «Малиновки» «Верасы» вошли в элиту советской эстрады. 
Мы записывали эту песню на фирме «Мелодия», в первом и третьем запевах солировал Саша Тиханович, а во втором пели девочки: Надя Микулич, Галя Пучкова и я. Припевы были общими, их вместе с нами пели Леня Кошелев, Чесик Поплавский и Леша Чижиков. А свистульку я у своей племянницы взяла, хотелось привнести в аранжировку что-то «птичье», песня-то про птичку. На концертах в птичку дула Надя Микулич. А поскольку птичка свистела, только когда в неё воду нальют, во все стороны летели брызги. У Нади после «Малиновки» вся косметика по лицу была размазана. Тогда решили, что буду дуть в свистульку я, у меня все-таки очки есть, — смеется Поплавская.
1980 год — ансамбль в числе почётных гостей был приглашён на фестиваль «Золотой Орфей», проходивший в Болгарии. От Австрии на фестиваль приехала группа «Supermax», из ФРГ — певица Прешес Уилсон (солистка группы «Eruption»). В этот год ансамбль покинули Леонид Кошелев, Люцина Шеметкова, Надежда Микулич.
1982 год — Василий Раинчик привел в ансамбль свою жену — Ирину Цветкову, поставив её на клавишные.
1983 год — ансамбль принимает участие в съёмках телепрограммы «Новогодний аттракцион», которую вели Игорь Кио и Алла Пугачёва. Песня «Карнавал» (слова Владимира Някляева)  руководителя ансамбля Василия Раинчика, которую показали в «новогоднем аттракционе», стала хитом в 1984—1985 годах.
В 1985 году разразился «наркотический скандал». В коллективе начались интриги. Для устранения Александра Тихановича из ансамбля развернулась целая диверсия. В карман концертного костюма был подложен пакет марихуаны. А. Тиханович был арестован по обвинению в употреблении и распространении наркотиков. Ему грозило 10 лет тюремного заключения и применялись суровые методы дознания, в том числе и моральные вплоть до сообщения о том, что у его матери инфаркт, а жена не хочет его видеть. По счастливой случайности на Тихановиче при задержании оказались другие брюки. На суде также выяснилось, что концертный костюм, в котором были найдены запрещенные вещества, был слишком велик для Тихановича. Александр был оправдан и мог вернуться в ансамбль, но Ядвига Поплавская и Александр Тиханович не сочли возможным там работать после случившегося. Они покинули группу и устроились в только что организованный оркестр под управлением Михаила Финберга. Вскоре они создали группу «Счастливый случай». В интервью последних лет Тиханович утверждал, что простил обидчика.
С песней под названием «Счастливый случай» Эдуарда Ханка и Ларисы Рубальской Поплавская и Тиханович стали лауреатами фестиваля «Песня года». Позднее был организован Театр песни Ядвиги Поплавской и Александра Тихановича, через школу и студию которого прошло много молодых белорусских исполнителей. А в ансамбле «Верасы» появились новые артисты, наиболее известные из которых — Лика Ялинская (ныне известная как Анжелика Агурбаш) и Ирина Дорофеева. Сейчас они заслуженные артисты Республики Беларусь.
В настоящее время ансамбль «Верасы» выступает с сольными концертами, являясь участником Белорусского молодежного театра эстрады. При ансамбле «Верасы» в 1997 году был создан детский ансамбль «Верасята».

## Участники ансамбля
- Таисия Миронова (Тлехуч) — бэк-вокал, гитара
- Татьяна Тарасова — вокал
- Борис Антоненко — ударные
- Владимир Угольник — гитара
- Ядвига Поплавская — вокал, клавиши, большинство аранжировок до 1986 года. Народная артистка Беларуси.
- Людмила Исупова — вокал, флейта
- Надежда Микулич — вокал, гитара
- Люцина Шеметкова — вокал
- Людмила Вознюк — вокал
- Галина Пучкова — вокал
- Леонид Кошелев — вокал, гитара
- Юрий Рымашевский — гитара — руководитель ансамбля до 1974 года.
- Василий Раинчик — клавиши — бессменный руководитель ансамбля с 1974 года по настоящее время. Народный артист РБ
- Александр Тиханович — вокал, бас-гитара. Народный артист Беларуси.
- Леонид Скляревский — гитара
- Николай Лосев — саксофон, кларнет, флейта
- Алексей Чижиков — труба
- Валентин Матвеев — тромбон
- Евгений Хоменко — конго
- Владимир Киргин — саксофон
- Чеслав Поплавский — скрипка, гитара, вокал
- Владимир Беляев — ударные
- Геннадий Стариков — гитара, банджо, бэк-вокал
- Ирина Цветкова — вокал, клавиши
- Сергей Грумо — ударные
- Сергей Брикса — ударные (1986—1989)
- Надежда Дайнеко — вокал
- Светлана Скачко — вокал
- Сергей Ведмедь — гитара
- Владимир Карась — флейта
- Владимир Стамати — вокал
- Лацапнев Евгений — ударные вокал
- Юлия Скороход — вокал, клавиши
- Надежда Воеводина — вокал
- Лика Ялинская — вокал
- Ирина Дорофеева — вокал
- Сергей Раинчик — клавиши
- Валерий Филиппов — ударные
- Александр Завгородний — вокал
- Марта Голубева — вокал
- Ольга Сансевич — вокал
- Ян Цыбулько — вокал
- Влада Тимофеева — вокал
- Анастасия Бикбаева — вокал
- Алексей Жос — вокал
- Никита Костюкевич — вокал
- Мария Степущенок — вокал
- Александра Горбатенко — вокал
- Василий Мельничек — вокал
- Полина Новицкая — вокал

## Текущий состав
- Александра Горбатенко
- Владислав Сазонов
- Никита Костюкевич
- Полина Новицкая

## Дискография

### EP, SP
«Мелодия» № Г62-04681-2 М62-37491-92
| №  | Название                  | Автор(ы)                                       | Длительность |
| -- | ------------------------- | ---------------------------------------------- | ------------ |
| 1. | «Песня о талой воде»      | О. Иванов — Л. Ошанин                          |              |
| 2. | «Где найти такое счастье» | О. Иванов — Л. Ошанин                          |              |
| 3. | «Колыбельная»             | О. Фельцман — Р. Гамзатов , пер. Я. Козловский |              |

«Мелодия» № Г62-05203-4
| №  | Название               | Автор(ы)                 | Длительность |
| -- | ---------------------- | ------------------------ | ------------ |
| 1. | «Решай, с кем ты»      | В. Хара                  |              |
| 2. | «Ты мой друг навсегда» | О. Иванов — В. Харитонов |              |
| 3. | «Пахне чабор»          | В. Иванов — П. Бровка    |              |

«Мелодия» № Г62-07239-40 \ С62-11969-70
| №  | Название       | Автор(ы)                     | Длительность |
| -- | -------------- | ---------------------------- | ------------ |
| 1. | «Анита»        | народная , пер. С. Давидович |              |
| 2. | «Белая берёза» | В. Семёнов — Л. Федин        |              |
| 3. | «Немое кино»   | В. Раинчик — В. Орлов        |              |
| 4. | «Белая бумага» | О. Фельцман — Н. Олев        |              |

«Мелодия» № C62-12365-6
| №  | Название              | Автор(ы)                 | Длительность |
| -- | --------------------- | ------------------------ | ------------ |
| 1. | «Если любишь - найди» | К. Листов — Л. Ошанин    |              |
| 2. | «Андрюша»             | И. Жак — Г. Гридов       |              |
| 3. | «Дядя Ваня»           | М. Табачников — А. Галла |              |
| 4. | «Травы детства»       | Ю. Семеняко — В. Демидов |              |

«Мелодия» № C62-15469-70
| №  | Название                     | Автор(ы)                   | Длительность |
| -- | ---------------------------- | -------------------------- | ------------ |
| 1. | «Наша дискотека»             | В. Раинчик — М.Танич       |              |
| 2. | «Малиновки заслышав голосок» | Э. Ханок — А. Поперечный   |              |
| 3. | «Белый парус»                | Е. Глебов — Б. Oкуджава    |              |
| 4. | «Люблю тебя»                 | И. Якушенко — В. Харитонов |              |

«Мелодия» № С62 27339 007
| №  | Название            | Автор(ы)                | Длительность |
| -- | ------------------- | ----------------------- | ------------ |
| 1. | «Облака моей мечты» | В. Раинчик — В. Некляев |              |
| 2. | «Кукла Мадонна»     | В. Раинчик — В. Некляев |              |

### LP
«Балкантон» № BTA 20801
| №   | Название                   | Автор(ы)                                            | Длительность |
| --- | -------------------------- | --------------------------------------------------- | ------------ |
| 1.  | «Красные маки»             | В. Семёнов — В. Дюнин                               |              |
| 2.  | «Песнь единого фронта»     | Х. Айслер — Б. Брехт, пер. С. Болотин, Т. Сикорская |              |
| 3.  | «Навсегда»                 | К. Пуебло                                           |              |
| 4.  | «Правда»                   | Г. Беар                                             |              |
| 5.  | «Решай, с кем ты»          | В. Хара                                             |              |
| 6.  | «Пусть будет мир цветным»  | В. Раинчик — В. Орлов, В. Угольник                  |              |
| 7.  | «Белоруссия»               | А. Пахмутова — Н. Добронравов                       |              |
| 8.  | «По долинам и по взгорьям» | И. Атуров — С. Алимов                               |              |
| 9.  | «Катюша»                   | М. Блантер — М. Исаковский                          |              |
| 10. | «Ехал из Берлина»          | И. Дунаевский — Л. Ошанин                           |              |
| 11. | «Встреча»                  | Е. Глебов — В. Орлов                                |              |
| 12. | «Мы остаёмся в песнях»     | А. Пахмутова — Н. Добронравов                       |              |

«Мелодия» № С60-14331-32 1980
| №   | Название                     | Автор(ы)                     | Длительность |
| --- | ---------------------------- | ---------------------------- | ------------ |
| 1.  | «Наша дискотека»             | В. Раинчик — М. Танич        |              |
| 2.  | «Люблю тебя»                 | И. Якушенко — В. Харитонов   |              |
| 3.  | «Зарянка»                    | В. Иванов — С. Давидович     |              |
| 4.  | «Любишь — не любишь»         | В. Добрынин — И. Кохановский |              |
| 5.  | «Цветные сны»                | В. Шаинский — М. Танич       |              |
| 6.  | «Чур — чура»                 | В. Раинчик — В. Некляев      |              |
| 7.  | «Белый парус»                | Е. Глебов — Б. Окуджава      |              |
| 8.  | «Снежный человек»            | В. Раинчик — М. Танич        |              |
| 9.  | «Заклинание»                 | И. Лученок — Е. Евтушенко    |              |
| 10. | «Малиновки заслышав голосок» | Э. Ханок — А. Поперечный     |              |

«Мелодия» № С60 24619 001 — 24621 008 Переиздана в 2016 году в цифровом формате от «Мелодия» MEL CO 0490. 
| №   | Название               | Автор(ы)                                  | Длительность |
| --- | ---------------------- | ----------------------------------------- | ------------ |
| 1.  | «Музыка для всех»      | В. Раинчик — В. Некляев                   |              |
| 2.  | «Первое свидание»      | В. Раинчик — Г. Буравкин , пер. П. Кошель |              |
| 3.  | «Мир устроен так»      | В. Раинчик — Л. Рубальская                |              |
| 4.  | «Любви прощальный бал» | В. Раинчик — В. Некляев                   |              |
| 5.  | «Во имя любви»         | В. Раинчик — В. Некляев                   |              |
| 6.  | «Возвращение»          | В. Раинчик — В. Некляев                   |              |
| 7.  | «Город юности»         | В. Раинчик — В. Некляев                   |              |
| 8.  | «А жизнь идёт»         | В. Раинчик — В. Некляев                   |              |
| 9.  | «Карнавал»             | В. Раинчик — В. Некляев                   |              |
| 10. | «Звезда любви»         | В. Раинчик — В. Некляев                   |              |
| 11. | «Полёт»                | В. Раинчик — В. Некляев                   |              |
| 12. | «Аэробика»             | В. Раинчик — В. Некляев                   |              |
| 13. | «Наедине»              | В. Раинчик — В. Некляев                   |              |
| 14. | «Караван»              | В. Раинчик — В. Некляев                   |              |
| 15. | «Фестиваль»            | В. Раинчик — В. Некляев                   |              |

### CD
«Мелодия» № MEL CD 60 01410
| №   | Название                     | Автор(ы)                   | Длительность |
| --- | ---------------------------- | -------------------------- | ------------ |
| 1.  | «Первое свидание»            | Г. Буравкин — В. Раинчик   |              |
| 2.  | «Цветные сны»                | М. Танич — В. Шаинский     |              |
| 3.  | «Карнавал»                   | В. Некляев — В. Раинчик    |              |
| 4.  | «Звезда любви»               | В. Некляев — В. Раинчик    |              |
| 5.  | «Музыка для всех»            | В. Некляев — В. Раинчик    |              |
| 6.  | «Нашата дискотека»           | М. Танич — В. Раинчик      |              |
| 7.  | «Возвращение»                | В. Некляев — В. Раинчик    |              |
| 8.  | «Мир устроен так»            | Л. Рубальская — В. Раинчик |              |
| 9.  | «Белый парус»                | Б. Окуджава — Е. Глебов    |              |
| 10. | «Люблю тебя»                 | В. Харитонов — И. Якушенко |              |
| 11. | «Ако любиш — найди»          | Л. Ошанин — К. Листов      |              |
| 12. | «Дядя Ваня»                  | А. Галла — М. Табачников   |              |
| 13. | «Чудо из чудес»              | Я. Гальперин — В. Семёнов  |              |
| 14. | «Андрюша»                    | Г. Гридов — И. Жак         |              |
| 15. | «Завируха»                   | Г. Буравкин — Э. Ханок     |              |
| 16. | «Малиновки заслышав голосок» | А. Поперечный — Э. Ханок   |              |
| 17. | «Немое кино»                 | В. Орлов — В. Раинчик      |              |